# ЛКС (женский волейбольный клуб)
ЛКС (пол. ŁKS) — польская женская волейбольная команда из Лодзи. Входит в структуру спортивного клуба ЛКС (пол. ŁKS — Łódzki Klub Sportowy).

## Достижения
- 3-кратный чемпион Польши — 1983, 2019, 2023;
  - 4-кратный серебряный (1982, 1986, 2018, 2025) и 6-кратный бронзовый (1985, 1987, 1989, 2020, 2021, 2022) призёр чемпионатов Польши.
- 3-кратный победитель розыгрышей Кубка Польши — 1976, 1982, 1986;
  - 4-кратный серебряный (2018, 2023, 2024, 2025) и 4-кратный бронзовый (1984, 1987, 1988, 1990) призёр Кубка Польши.

## История
Спортивный клуб ЛКС был основан в польском Лодзи в 1908 году. В 1929 в его структуре образована секция спортивных игр, в которую в том числе включена женская волейбольная команда. После Второй мировой войны клуб восстановил свою деятельность, а в 1958 была воссоздана и женская волейбольная секция. Главным тренером назначен Рышард Фелисяк, возглавлявший команду на протяжении 22 лет (до 1980 года). В 1968 году под его руководством волейболистки ЛКС вышли в 1-ю лигу (главный дивизион чемпионата Польши), где без особого успеха выступали до 1975 года. Тем не менее, в 1976 команда, игравшая на тот момент во 2-й лиге, сумела выиграть свой первый трофей, став обладателем Кубка Польши.
В 1980 году ЛКС вернулся в 1-ю лигу. Главным тренером стал Ежи Матлак и в 1982 волейболистки команды выиграли Кубок страны и «серебро» национального чемпионата, а в 1983 впервые стали чемпионками Польши. В период с 1985 по 1990 годы ЛКС четырежды становился призёром чемпионатов Польши, а в 1986 в 3-й раз в своей истории победил в розыгрыше национального Кубка. В сезоне 1989/90 команда дебютировала на европейской арене, приняв участие в Кубке ЕКВ. Последовательно пройдя своих соперников из Швеции, Португалии и ГДР, лодзинские волейболистки вышли в «финал четырёх», но уступили в трёх матчах решающей стадии с одинаковым счётом 0:3 командам из ФРГ, СССР и Румынии и остались без медалей соревнований.
В 1993 году ЛКС замкнул турнирную таблицу 1-й лиги чемпионата Польши и по финансово-организационным причинам на протяжении 10 лет вынужден был играть в низших дивизионах. В 2003/04—2005/06 команда выступала во 2-й лиге, но затем покинула её.
Период организационной неопределённости для женской волейбольной команды ЛКС закончился в 2013. В том году лодзинские волейболистки вышли в 1-ю лигу (так с 2005 стал называться второй по значимости дивизион), а в 2016 (после 23-летнего перерыва) вернулись в число сильнейших команд Польши. С сезона 2017/18 ЛКС неизменно входит в число призёров по итогам чемпионатов Польши, а в 2019 и 2023 выигрывал «золото» национальных первенств (в 2019 под руководством словацкого тренера Михала Машека, а в 2023 — итальянского наставника Алессандро Кьяппини).
С 2018 ЛКС — среди участников Лиги чемпионов ЕКВ (кроме сезона 2021/22). Лучший результат — выход в четвертьфинал в розыгрыше Лиги 2023/24.
Основным спонсором ЖВК ЛКС является строительная компания «Коммерцекон» («Commercecon»), по которой в названии команды стало использоваться и название спонсора «LKS-Commercecon».

## Спортивный клуб ЛКС
ЛКС (Лодзинский спортивный клуб) — мультиспортивный клуб, один из старейших спортивных клубов Польши. Включает секции по волейболу, футболу, баскетболу, гандболу, лёгкой атлетике, боксу и др. Основан в 1908 году.
СК ЛКС включает две женские профессиональные волейбольные команды — ЛКС (Таурон лига чемпионата Польши) и ЛКС-2 (2-я лига).
- Президент СК ЛКС — Томаш Сальский.
- Председатель правления ЖВК ЛКС — Хуберт Хофман.

## Арена
Домашние матчи ЖВК ЛКС проводит в «Лодзинской спортивной арене имени Йозефа Жилиньского». Открыта в июле 2018 года и в сентябре того же года названа в честь легендарного баскетбольного тренера БК ЛКС Йозефа Жилиньского. Вместимость трибун — 3017 зрителей. Служит домашней ареной также для баскетбольных и гандбольных команд.

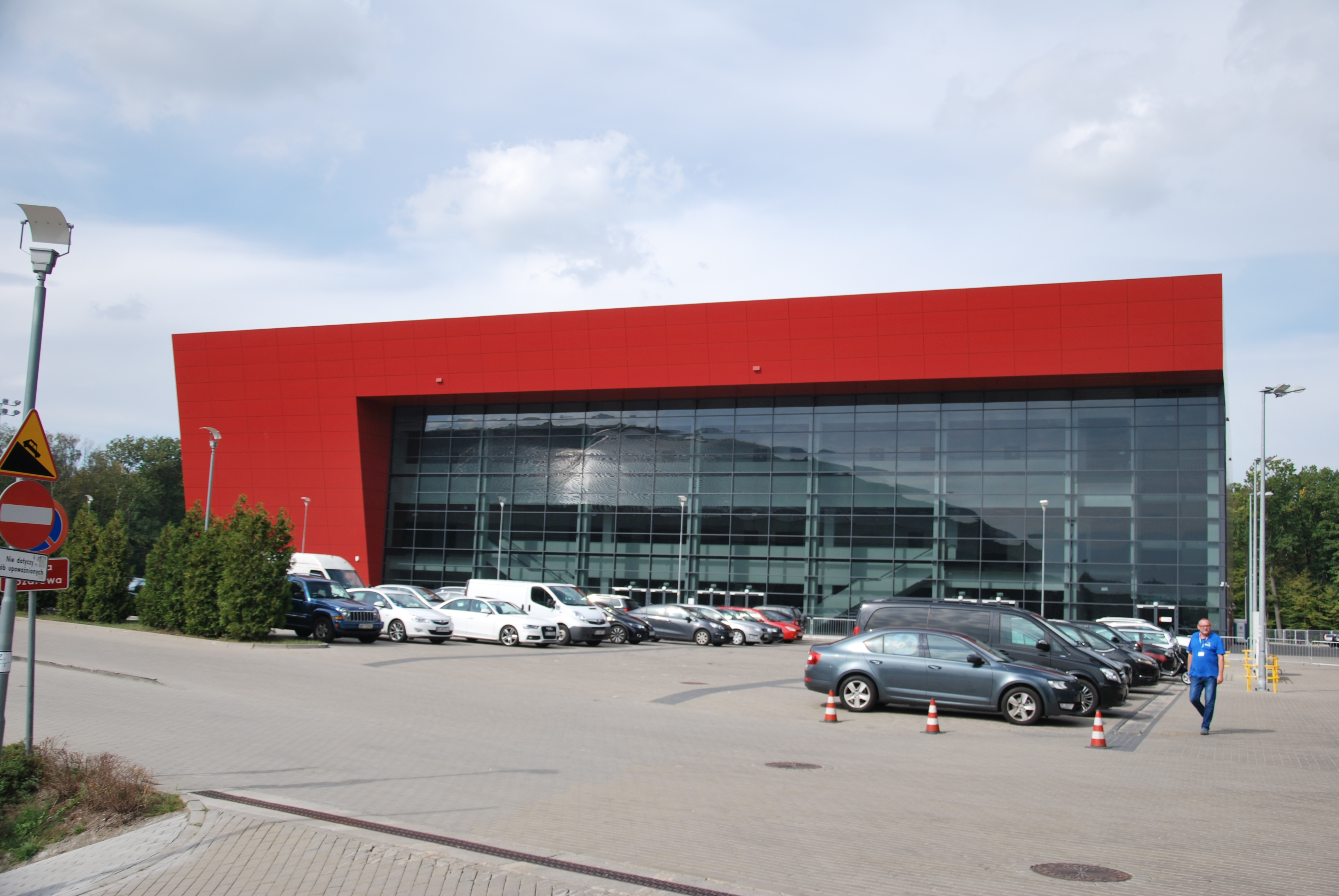
Лодзинская спортивная арена им. Й.Жилиньского
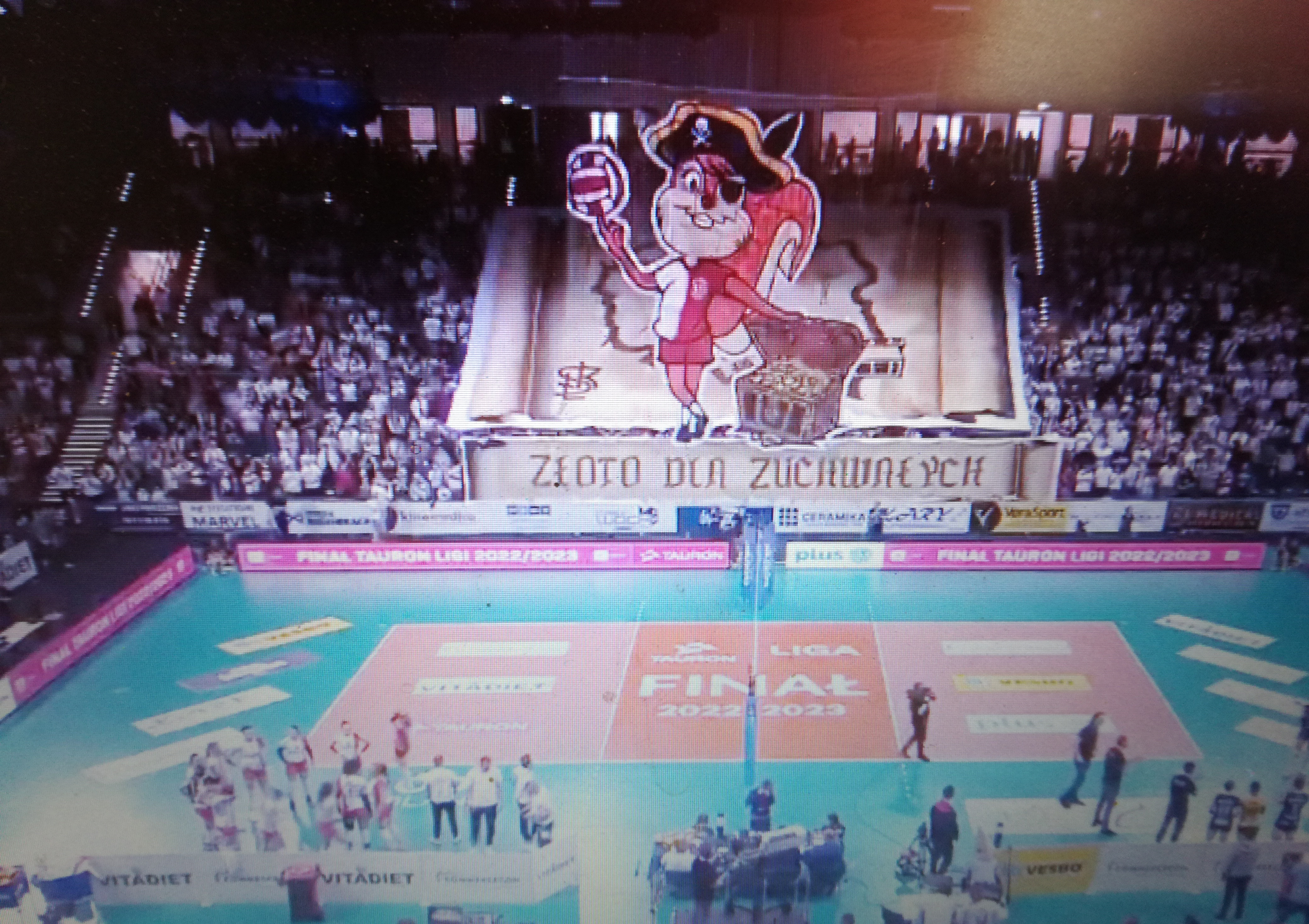
Лодзинская спортивная арена им. Й.Жилиньского (игровой зал)

## Сезон 2024—2025

### Переходы
Пришли: М.Стензель, А.Гайер (обе — «Радомка»), М.Ковалевская, Н.Менджик (обе — «Хемик»), Р.Бидиас («БКС Бостик» Бельско-Бяла), А.Обяла («ПГЭ Рысице»), Д.Чекетто («Маринга», Бразилия), Л.Щука («Тхайбинь», Вьетнам), .
Ушли: П.Май-Эрвардт, К.Витковская, В.Диуф, Р.Ратцке, А.Кампос, А.Грыка, А.Дудек, В.Кравчик, Ю.Драбек, Ю.Пясецкая, П.Заборовская.

### Состав
| №  | Имя, фамилия        | Год рождения | Рост | Амплуа      | Гражданство |
| -- | ------------------- | ------------ | ---- | ----------- | ----------- |
| 1  | Мария Стензель      | 1998         | 167  | либеро      | Польша      |
| 3  | Никола Йенцек       | 2005         | 170  | либеро      | Польша      |
| 4  | Марлена Ковалевская | 1997         | 176  | связующая   | Польша      |
| 5  | Режиане Бидиас      | 1986         | 190  | нападающая  | Бразилия    |
| 6  | Анна Обяла          | 1995         | 187  | центральная | Польша      |
| 8  | Зузана Гурецкая     | 2000         | 181  | нападающая  | Польша      |
| 9  | Наталия Друждж      | 2004         | 190  | центральная | Польша      |
| 10 | Анастасия Грищук    | 2004         | 188  | нападающая  | Украина     |
| 12 | Даниэла Чекетто     | 2000         | 188  | нападающая  | Бразилия    |
| 13 | Ангелика Гайер      | 1998         | 172  | связующая   | Польша      |
| 15 | Клаудия Алагерская  | 1996         | 190  | центральная | Польша      |
| 16 | Лана Щука           | 1996         | 186  | нападающая  | Словения    |
| 17 | Соня Стефаник       | 2002         | 190  | центральная | Польша      |
| 41 | Наталия Менджик     | 1992         | 184  | нападающая  | Польша      |

- Главный тренер —  Алессандро Кьяппини
- Тренеры — Войцех Курчиньский, Кристиан Качмарский.
- Менеджер команды — Марцин Савонюк.

## Мужская команда ЛКС
До Второй мировой войны в структуру СК ЛКС входила также мужская команда — двукратный чемпион Польши (1931 и 1932) и первый победитель розыгрыша Кубка страны (1932).